# The Voice of the Violin
The Voice of the Violin è un cortometraggio muto del 1909 sceneggiato e diretto da David W. Griffith.
Il film, che venne prodotto dalla American Mutoscope and Biograph Company, fu interpretato da Arthur V. Johnson, Marion Leonard, Frank Powell e i fratelli Owen e Tom Moore. Fu girato a New York, nella West 12th Street a Manhattan, ed uscì nelle sale il 18 marzo 1909.

## Trama

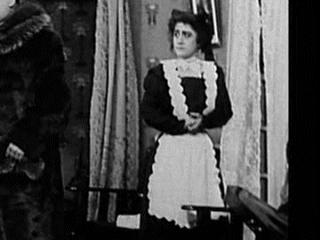
Anita Hendrie

Un insegnante di musica si innamora di Helen, una sua allieva, ma lei lo respinge. Il violinista, irato, si unisce a un gruppo di agitatori comunisti che progettano dei colpi contro i capitalisti. Quando il musicista scopre che il prossimo obbiettivo del gruppo sarà proprio una rapina nella casa di Helen, cerca di bloccare il piano dei ladri.

## Produzione
Il film venne prodotto dalla American Mutoscope and Biograph Company e venne girato a New York, nella West 12th Street a Manhattan.

## Distribuzione
Il copyright del film, richiesto dall'American Mutoscope and Biograph Co., fu registrato il 17 marzo 1909 con il numero H124289.
Il film - un cortometraggio della durata di sedici minuti - è uscito nelle sale statunitensi il 18 marzo 1909, distribuito dalla American Mutoscope & Biograph Company. Copie della pellicola sono conservate all'International Museum of Photography and Film at George Eastman House e negli archivi della Library of Congress.
Il film, nel 2005, è stato distribuito in DVD dalla Grapevine Video inserito in un'antologia dal titolo D.W. Griffith, Director, Volume 2 della durata totale di 112 minuti.